# Osvaldo Casali
Osvaldo Casali (* 21. August 1824 in Camerino; † 1907) war ein italienischer römisch-katholischer Geistlicher und Weihbischof in Camerino.

## Leben
Osvaldo Casali empfing am 3. April 1847 das Sakrament der Priesterweihe.
Am 11. Juli 1892 ernannte ihn Papst Leo XIII. zum Titularbischof von Miletus und zum Weihbischof in Camerino. Der Erzbischof von Spoleto, Mariano Elvezio Pagliari, spendete ihm am 7. August desselben Jahres die Bischofsweihe; Mitkonsekratoren waren der Bischof von Fabriano e Matelica, Macario Sorini, und der Bischof von Macerata e Tolentino, Roberto Papiri.